# Мінерали супергенні
Мінерали супергенні (рос. минералы супергенные, англ. supergene minerals; нім. supergene Minerale n pl) – те саме, що мінерали гіпергенні. Це мінерали, утворені в зоні гіпергенезу, в корі вивітрювання і біосфері при низьких температурах і тисках. До М.г. належать глинисті мінерали, гідроксиди, сульфати, нітрати тощо.